# Soyib Kurbonov
Soyib Kurbonov (3 de febrero de 1988) es un deportista uzbeko que compite en judo. Ganó una medalla de plata en el Campeonato Asiático de Judo de 2016 en la categoría de –100 kg.

## Palmarés internacional
| Campeonato Asiático | Campeonato Asiático  | Campeonato Asiático | Campeonato Asiático |
| Año                 | Lugar                | Medalla             | Categoría           |
| ------------------- | -------------------- | ------------------- | ------------------- |
| 2016                | Taskent (Uzbekistán) | Medalla de plata    | –100 kg             |